# Henryk Ambroszkiewicz
Henryk Ambroszkiewicz (ur. 16 lutego 1909 zm. 21 listopada 1970 w Warszawie) – działacz korporacyjny, urzędnik.

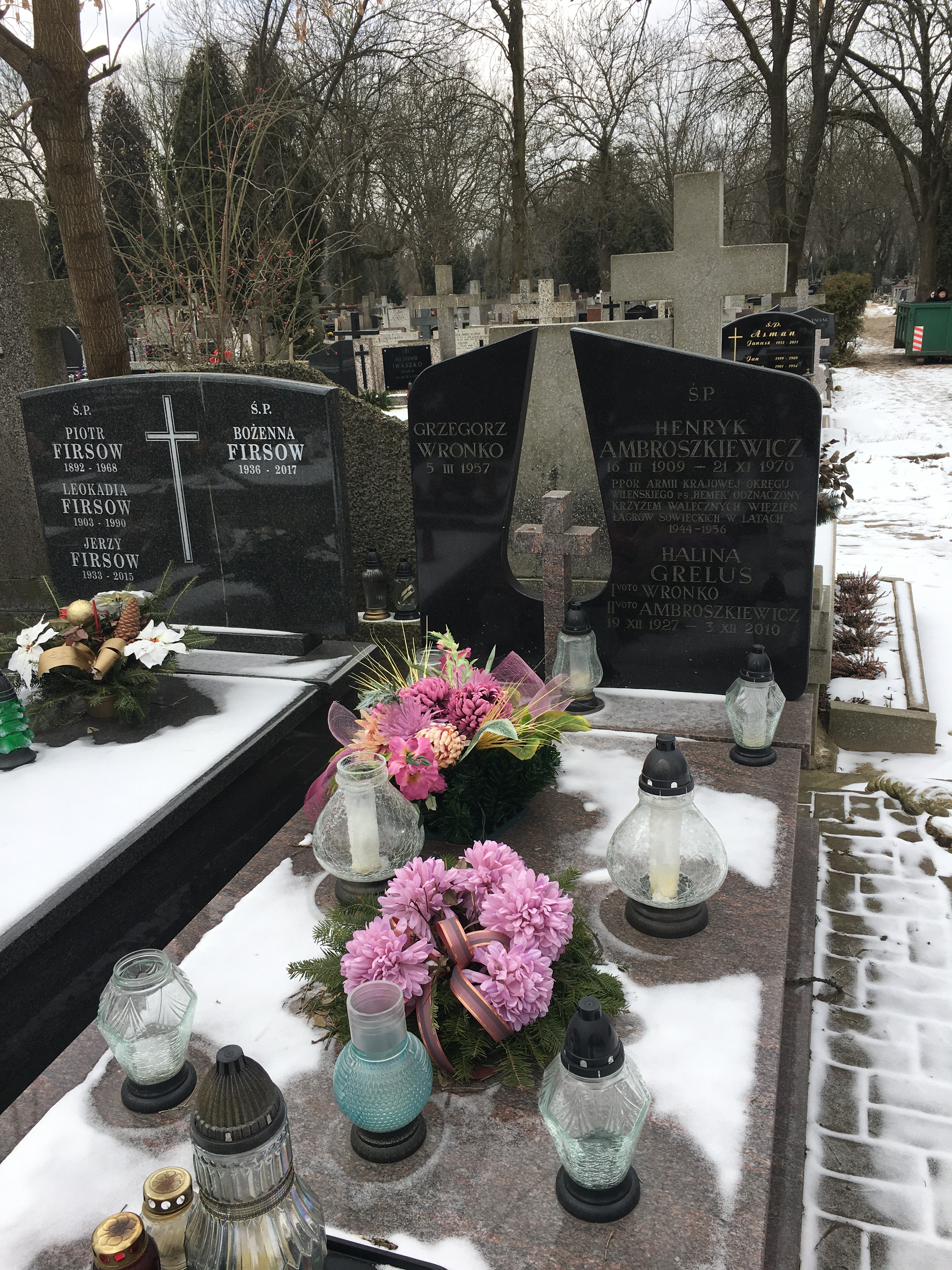
Grób Henryk Ambroszkiewicza na cmentarzu Bródnowskim w Warszawie

## Życiorys
Studiował na Uniwersytecie Wileńskim, gdzie wstąpił do korporacji akademickiej K! Polonia. Po ukończeniu nauki podjął pracę w wileńskiej Izbie Kontroli Państwowej. Po wybuchu II wojny światowej wszedł w szeregi Armii Krajowej w stopniu podporucznika. Przyjął pseudonim „Hemek”, walczył w wileńskim okręgu AK, za co został odznaczony Krzyżem Walecznych. Po wojnie pozostał w Wilnie, gdzie 11 czerwca 1946 został aresztowany i przedstawiono mu zarzuty działalności kontrrewolucyjnej i skazano na piętnaście lat łagru. Przebywał w obozach w okolicy Obska, zwolniony 27 września 1955 i deportowany do Polski. Zmarł w wieku 61 lat i spoczywa na cmentarzu Bródnowskim (kw. 112O-5-32).